# Islandsk høne
Islandsk høne (islandsk: íslenska hænan, Haughænsni eller landnámshænan) er en landrace af høns fra Island. Det er en meget gammel race, der stammer fra tamfjerkræ, som kom til Island for 1000 år siden sammen med vikingerne. Disse kyllinger/høns er siden blevet Islands egen indfødte race.